# Diplopterygium blotianum
Diplopterygium blotianum är en ormbunkeart som först beskrevs av Carl Frederik Albert Christensen, och fick sitt nu gällande namn av Takenoshin Nakai. Diplopterygium blotianum ingår i släktet Diplopterygium och familjen Gleicheniaceae. Inga underarter finns listade.